# Ikki Kawasaki
Ikki Kawasaki (japanisch 川﨑 一輝 Kawasaki Ikki; * 8. November 1997 in der Präfektur Osaka) ist ein japanischer Fußballspieler.

## Karriere
Ikki Kawasaki erlernte das Fußballspielen in den Jugendmannschaften vom Nagao SC und Gamba Osaka, der Schulmannschaft der University Osaka Keizai High School, sowie in der Universitätsmannschaft der Wirtschaftsuniversität Osaka. Seinen ersten Vertrag unterschrieb er im Februar 2020 bei Kamatamare Sanuki. Der Verein aus Takamatsu, einer Großstadt in der Präfektur Kagawa auf der Insel Shikoku, spielte in der dritten japanischen Liga, der J3 League. Sein Drittligadebüt gab Ikki Kawasaki am 28. Juni 2020 im Heimspiel gegen die U23-Mannschaft von Gamba Osaka. Hier stand er in der Startelf und schoss in der 64. Minute sein erstes Drittligator. Nach insgesamt 115 Drittligaspielen wechselte er im Januar 2024 zum Erstligisten Júbilo Iwata. Am Ende der Saison 2024 belegte er mit Júbilo den 18. Tabellenplatz und musste somit in die zweite Liga absteigen. 